# Scott Arfield
Scott Arfield (Livingston, Skócia, 1988. november 1. –) skót születésű kanadai válogatott labdarúgó, a Falkirk középpályása.

## Pályafutása

### Falkirk
Arfield a Falkirk ifiakadémiáján nevelkedett és 2007-ben kapta meg első profi szerződését a csapattól. 2007. augusztus 4-én, a szezon első meccsén debütált az első csapatban, a Gretna ellen. Első gólját egy Inverness Caledonian Thistle elleni találkozón szerezte,. majd a St. Mirren ellen kétszer is eredményes volt. 2007 decemberében őt választották a hónap legjobb fiatal játékosának a skót Premier League-ben. 2008 februárjában új,  ötéves  szerződést kötött a Falkirkkel. A 2008/09-es szezonban ismét elnyerte egyszer a hónap legjobb fiataljának járó díjat és annak a csapatnak is tagja volt, mely a Skót Kupában ezüstérmes lett, elveszítve a Rangers elleni döntőt.
A következő idényre megkapta a 10-es számú mezt a klubtól. 2009 augusztusában a Hamilton Academical 100 ezer fontos ajánlatot tett érte, melyet csapata elutasított. A Falkirk később úgy kommentálta az esetet, hogy szerintük a Hamilton egy nullát lefelejtett az ajánlatról. Arfield nemzetközi porondon is bemutatkozhatott az FC Vaduz elleni Európa-liga mérkőzésen. Csapata végül kiesett az első osztályból, így valószínűvé vált, hogy elhagyja a klubot.
2010. május 17-én nyilvánosságra került, hogy Arfield tárgyalásokat folytat a Huddersfield Townnal és orvosi vizsgálatokon vesz részt az angol csapatnál, valamint az is, hogy a Hamilton Academical, a Hibernian, a Hearts és a Southampton is ajánlatot tett érte, de ezeket a Falkirk elutasította.

### Huddersfield Town
2010. május 21-én több olyan híresztelés is felmerült, melyek szerint Huddersfield Town leigazolta Arfieldet. A források azt is tudni vélték, hogy az angolok 400 ezer fontot fizettek érte, de ez az összeg a jövőben 600 ezerig is emelkedhet a játékos szerződésébe foglalt záradékok értelmében. Az átigazolás három nappal később vált hivatalossá. Augusztus 7-én, egy Notts County ellen 3-0-ra megnyert találkozón mutatkozott be, szeptember 11-én pedig első gólját is megszerezte, a Leyton Orient ellen. Egy héttel később hazai pályán, a Yeovil Town ellen is eredményes volt.
Arfield a 2011/12-es idényben is alapembere volt a Huddersfieldnek. Teljesítményével ő is hozzájárult ahhoz, hogy csapata bejutott a feljutásért vívott rájátszásba, melyet meg is nyert, a döntőben büntetőpárbajban verve a Sheffield Unitedet. A következő szezonban, a másodosztályban már kevesebb lehetőséget kapott és az idény végén csapata ingyen elengedte, Tom Clarke-kal és Alan Lee-vel együtt.

### Burnley
Miután távozott a Huddersfield Towntól, a Burnley próbajátékra hívta Arfieldet. Jól teljesített, 2013. július 15-én, egy Cork City elleni barátságos meccsen gólt is szerzett. Négy nappal később kétéves szerződést kapott a másodosztályú klubtól. Arfield saját kérésére a 37-es számú mezt kapta a csapattól, mellyel a Falkirk egykori ifije, Craig Gowans előtt tiszteleg, aki 2005-ben tragikus körülmények között elhunyt egy edzés közbeni baleset során.
Első gólját 2013. augusztus 6-án, egy York City elleni Ligakupa-meccsen szerezte. 45 bajnokin 8 góllal járult hozzá csapata második helyéhez, mellyel automatikusan feljutott a Premier League-be. 2014 júliusában egy új, hároméves szerződést kötött a csapattal. A következő szezonban rögtön az első Premier League-meccsén eredményes volt, a Chelsea ellen.

## Válogatott pályafutása
Arfield Skóciában született és korábban pályára lépett a skót U19-es, az U21-es és a B válogatottban is. Édesapja Kanadában, Torontóban született, így a kanadai válogatottban is szerepelhet. 2016 februárjában több olyan hír is megjelent, miszerint Arfield kész kérelmezni országváltását a FIFA-nál, amit végül meg is tett. 2016. március 25-én, egy Mexikó elleni vb-selejtezőn mutatkozott be a kanadai válogatottban.

## Sikerei

### Falkirk
- A Skót Kupa ezüstérmese: 2009

### Huddersfield Town
- A Football League One rájátszásának győztese: 2011/12

### Burnley
- A Football League Championship második helyezettje: 2013/14
- A Football League Championship bajnoka: 2015/16

## Külső hivatkozások
- Scott Arfield pályafutásának statisztikái a Soccerbase oldalon (angolul)